# 特拉普希爾鎮區 (北卡羅萊納州威爾克斯縣)
特拉普希爾鎮區（英語：Traphill Township）是位於美國北卡羅萊納州威爾克斯縣的一個鎮區。

## 地方資料
特拉普希爾鎮區的面積為148.15平方千米，皆為陸地。根據2020年美國人口普查的數據，當地共有人口2817人，而人口密度為每平方千米19.01人。